# Чернова, Зинаида Александровна
Зинаида Александровна Чернова (урождённая — Дыбова; 1900—1971) — советская актриса.
Лауреат Сталинской премии третьей степени в области литературы и искусства (1952).

## Биография
В 1930 годах — актриса Ефремовского театра (Тульская область) и драматического театра Комсомольска-на-Амуре.
Актриса Саратовского ТЮЗа (1939—1940 и 1943—1961).

## Творчество
- 1943 — «Доходное место» А. Н. Островского — Фелисата Герасимовна Кукушкина
- 1945 — «Недоросль» Д. И. Фонвизина — Простакова
- 1946 — «Снежная королева» Е. Л. Шварца — Атаманша; «Правда — хорошо, а счастье лучше» А. Н. Островского — Мавра Тарасовна; «Двенадцать месяцев» С. Я. Маршака — Мачеха
- 1947 — «В начале мая» В. А. Любимовой — Бабушка
- 1948, 1952 — «Ревизор» Н. В. Гоголя — Анна Андреевна
- 1948 — «Аленький цветочек» по С. Т. Аксакову — нянюшка; «Товарищи» В. И. Пистоленко — Анна, мать Бакланова; «Парень из нашего города» К. М. Симонова — Анна Ивановна
- 1949 — «Воробьёвы горы» А. Д. Симукова — Анна Васильевна; «Я хочу домой» С. В. Михалкова — немка Бурст; «Два капитана» по В. А. Каверину — Анна Степановна Павлова
- 1950 — «Не все коту масленица» А. Н. Островского — ключница Феона; «Семья» И. Ф. Попова — Кашкадамова; «Ее друзья» В. С. Розова — Нюша, домработница Бутовых; «Свои люди — сочтёмся» А. Н. Островского — сваха Устинья; «Золотое сердце» А. Н. Матвеенко — няня Варварушка
- 1951 — «Алёша Пешков» О. Д. Форш и И. А. Груздева — Бабушка
- 1952 — «Гимназисты» К. А. Тренёва — прачка Воронина; «Ромео и Джульетта» Шекспира — Кормилица
- 1953 — «Страница жизни» В. С. Розова — учительница Елизавета Максимовна Павлова
- 1954 — «Дом № 5» И. В. Штока — учительница Лидия Васильевна; «Два клёна» Е. Л. Шварца — Василиса; «Не называя фамилий» В. Б. Минко — Диана Михайловна
- 1955 — «Пахарева дочка» И. В. Карнауховой — Нянька
- 1956 — «Чудесный сплав» В. М. Киршона — Настя; «Иван Рыбаков» В. М. Гусева — тетя Катя
- 1957 — «Враги» М. Горького — Полина, жена Захара Бардина
- 1959 — «На улице Уитмена» Мэксин Вуд[англ.] — Кора; «Трехминутный разговор» В. И. Левидовой — домработница Дуня

## Награды и премии
- заслуженная артистка РСФСР (1958)
- Сталинская премия третьей степени (1952) — за исполнение роли бабушки Акулины Ивановны в спектакле «Алёша Пешков» О. Д. Форш и И. А. Груздева Саратовского ТЮЗа.